# هایلبرون
هایلبرن (به آلمانی: هایلبرون) یک شهر در آلمان است که در اشتوتگارت واقع شده است.

## خصوصیات
هایلبرن ۱۲۱٬۳۸۴ نفر جمعیت دارد.

## خواهرخوانده
شهرهای سولوتورن، فرانکفورت (اودر)، بزیه، نیث پورت تالبوت و سوبیتسه خواهرخوانده‌های هایلبرن هستند.